# Mattierzoll

Mattierzoll, rekonstruierte Grenzanlage und DDR-Grenzturm an der B 79

Mattierzoll ist ein Ortsteil der im Landkreis Wolfenbüttel (Niedersachsen) gelegenen Gemeinde Winnigstedt. Mattierzoll liegt an der B 79 auf halbem Weg zwischen Halberstadt und Wolfenbüttel unmittelbar an der Landesgrenze Niedersachsen/Sachsen-Anhalt. Der Ortsname leitet sich von Mattier ab, einer Zahlungseinheit zum Überqueren des Hessendamms nach Hessen am Fallstein.

## Grenzgebiet

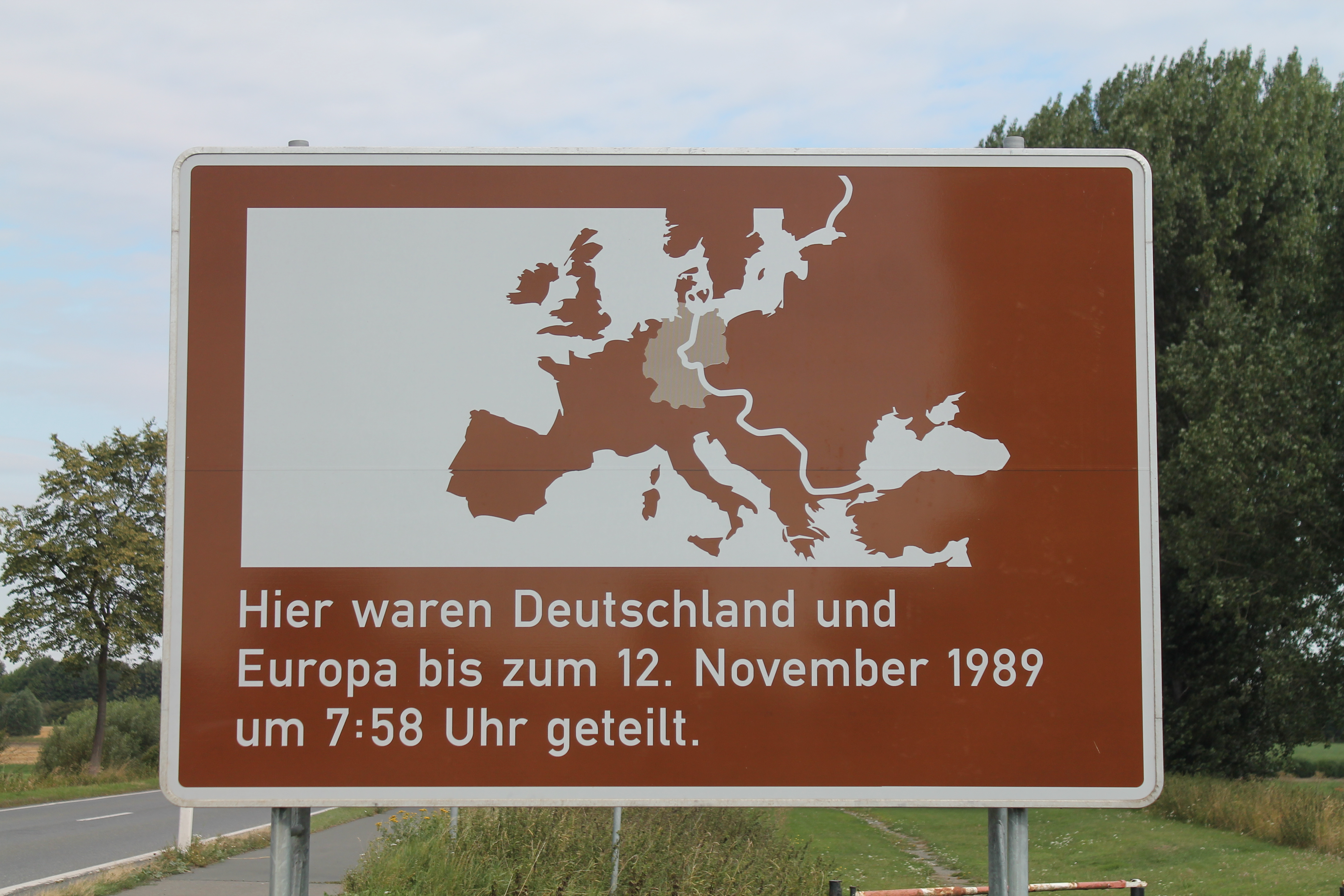
Erinnerungsschild

Mattierzoll lag seit Jahrhunderten im Grenzbereich verschiedener Territorien, insbesondere zwischen dem Herzogtum Braunschweig und dem Bistum Halberstadt bzw. später Brandenburg-Preußen. 1941 erfolgte eine bedeutende Grenzbereinigung zum Zwecke der Neuordnung zusammenhängender und geschlossener Verwaltungsbezirke, bei der der Nachbarort Hessen von Braunschweig an Preußen abgegeben wurde.
Die Grenze war zu allen Zeiten durchlässig und wurde erst nach dem Zweiten Weltkrieg immer unüberwindbarer. Hier grenzten die sowjetische und die britische Besatzungszone aneinander, was zur stark gesicherten innerdeutschen Grenze führte. Die frühere Reichsstraße 79, nunmehr im Westen B 79 und auf dem Gebiet der DDR Fernverkehrsstraße 79, wurde zwischen Mattierzoll und dem Ort Hessen unterbrochen. Auf westlicher Seite bestand sie als schmale, kopfsteingepflasterte Straße bis an die Grenzanlagen. Neben ihr wurde ein Informationspunkt über die Grenzanlagen und den Todesstreifen eingerichtet.
Am 12. November 1989 um 7.58 Uhr öffnete sich durch die Wende in der DDR die Grenze und die B 79 wurde wieder durchgängig befahrbar. Heute erinnern nur noch ein erhalten gebliebener Grenzwachturm und der Informationspunkt an die ehemalige Grenze.

### Eisenbahngeschichte
Mit dem Bau der Hauptbahn Jerxheim–Börßum der Herzoglich Braunschweigischen Staatsbahn bekam Mattierzoll 1868 eine Bahnstation. Die Fertigstellung der Privatbahn nach Heudeber 1898 sowie der Braunschweig-Schöninger Eisenbahn im Jahr 1902 machte den Ort zum kleinen Eisenbahnknotenpunkt. Mit der deutschen Teilung war östlich von Jerxheim die Strecke nach Oschersleben in die Sowjetische Besatzungszone unterbrochen, ebenso die Verbindung nach Heudeber (heute Sachsen-Anhalt). Der Bahnverkehr lief nahe der damaligen innerdeutschen Grenze bis 1975 weiter und beschränkte sich auf die Strecken nach Jerxheim/Helmstedt bzw. Börßum. Mittlerweile sind in Mattierzoll alle Gleise der ehemaligen Bahnstrecke Jerxheim–Börßum und die der Bahnstrecke Heudeber–Mattierzoll abgebaut. Das Bahnhofsgebäude steht unter Denkmalschutz.

## Wirtschaft und Infrastruktur

### Zuckerrübenfabrik
Die Zuckerrübenfabrik in Mattierzoll wurde 1870 von der Braunschweiger Maschinen-Bauanstalt (kurz: BMA) erbaut. Um das 20. Jahrhundert herum wurden in der Zuckerrübenfabrik zwischen 600.000 und 800.000 Zentner Zuckerrüben verarbeitet. 1925 schloss sich die Fabrik der Zuckerfabrik Hessen an. Zwischen 1927 und 1930 wurde vom Bau einer Abschwemmvorrichtung für Rübenblätter von der Eisenbahn zum Fabrikhof informiert.
Mit Entstehung der innerdeutschen Grenze und Einteilung in Besatzungszonen konnte die Fabrik in Hessen nicht mehr erreicht werden. So schloss man sich der Zuckerfabrik Hornburg an. Die Zuckerrüben aus der Umgebung wurden mit der Bahn von Mattierzoll aus nach Börßum und anschließend nach Hornburg gefahren. 1964 wurde die Fabrik in Hornburg mit anderen verschmolzen und 1965 geschlossen. Nun wurden die Zuckerrüben mit der Bahn (dem Rübenexpress) zur Zuckerrübenfabrik Schladen transportiert.
Einzig die Blättertrockung erfolgte noch einige Jahre, bevor Mattierzoll komplett geschlossen wurde. Heute sind noch Ruinen der Gebäude vorhanden.